# Îles Deux Groupes
Les Îles Deux Groupes est un ensemble formel de deux atolls très proches, Marokau et Ravahere, situés au centre de l'archipel des Tuamotu dans sa moitié sud-est, en Polynésie française.

## Géographie
Les deux atolls de Marokau (d'environ 22 km de diamètre) et de Ravahere (d'environ 18,7 km de diamètre) sont alignés sur un axe du nord-ouest au sud-est mais ne sont séparés que par un chenal de seulement 2 km de large, plus étroit que leur lagon respectif.
Les Îles Deux Groupes forment le territoire de la commune associée de Marokau, elle-même dans la commune de Hikueru ; elles comptent environ une petite centaine d'habitants, ne résidant de façon permanente que sur l'atoll de Marokau.

## Histoire
Les îles furent découvertes par Louis Antoine de Bougainville en 1768 mais c'est l'explorateur anglais James Cook qui leur donne leur nom l'année suivante.